# Tourraque de Lacouture
La Tourraque de Lacouture ou pile du mas de Biran est une tour en pierre gallo-romaine, aussi appelée pile, située à Biran dans le département français du Gers.
Le monument, particulièrement bien conservé, a gardé presque tout son parement et sa niche ; seule la partie sommitale manque. Un enclos, très probablement funéraire, s'étend à son pied.
La pile est classée comme monument historique en 1875.

## Situation
Tourraque ou tourrasse sont des formes augmentatives de « tour » utilisées pour désigner les piles gallo-romaines en Occitanie et plus spécifiquement en Gascogne. Lacouture est le lieu-dit où elle se trouve, sur la rive droite de la Baïse, au milieu d’un champ cultivé, à peu de distance de la route de Biran vers Le Brouilh-Monbert (la route de Condom à La Barthe-de-Neste, ancienne nationale 639, maintenant D 939). Elle est parfois mentionnée comme « pile du Mas de Biran », le Mas étant une ancienne commune fusionnée avec celle de Biran.
La pile est installée sur une terrasse de la vallée de la Baïse, sur la rive droite de la rivière. Aucun autre établissement antique n'est signalé à proximité, à l'exception d'une autre pile, à moins de 20 m au nord de la précédente mais détruite dans la seconde moitié du XIXe siècle. Des vestiges gallo-romains auraient été identifiés à plus de 500 m de la pile selon Henri Polge, mais leur nature n'est pas connue.

## Historique et études archéologiques
La datation de cette pile est incertaine, probablement entre le Ier et le IIIe siècle de notre ère, Philippe Lauzun évoquant le IIe siècle. L'enclos associé à la pile est encore fréquenté au IVe siècle.
En 1966, le Bureau d'architecture antique du Sud-Ouest, sous la direction de Jean Lauffray, effectue un relevé de la pile et quelques sondages à son pied, profitant du nécessaire nettoyage du site.
La tourraque de Lacouture fait l’objet d’un classement au titre des monuments historiques depuis 1875. Propriété de l’État depuis 1869, elle est transférée à la commune de Biran par convention du 24 octobre 2007.

## Description
La tourraque de Lacouture est une des mieux conservées du département du Gers et mesure encore 11,20 m.  La partie supérieure de l'édicule a disparu et, avec elle, la toiture qui devait être en bâtière en raison du plan barlong de l'édifice, conférant au monument une hauteur totale d'environ 13,30 m.

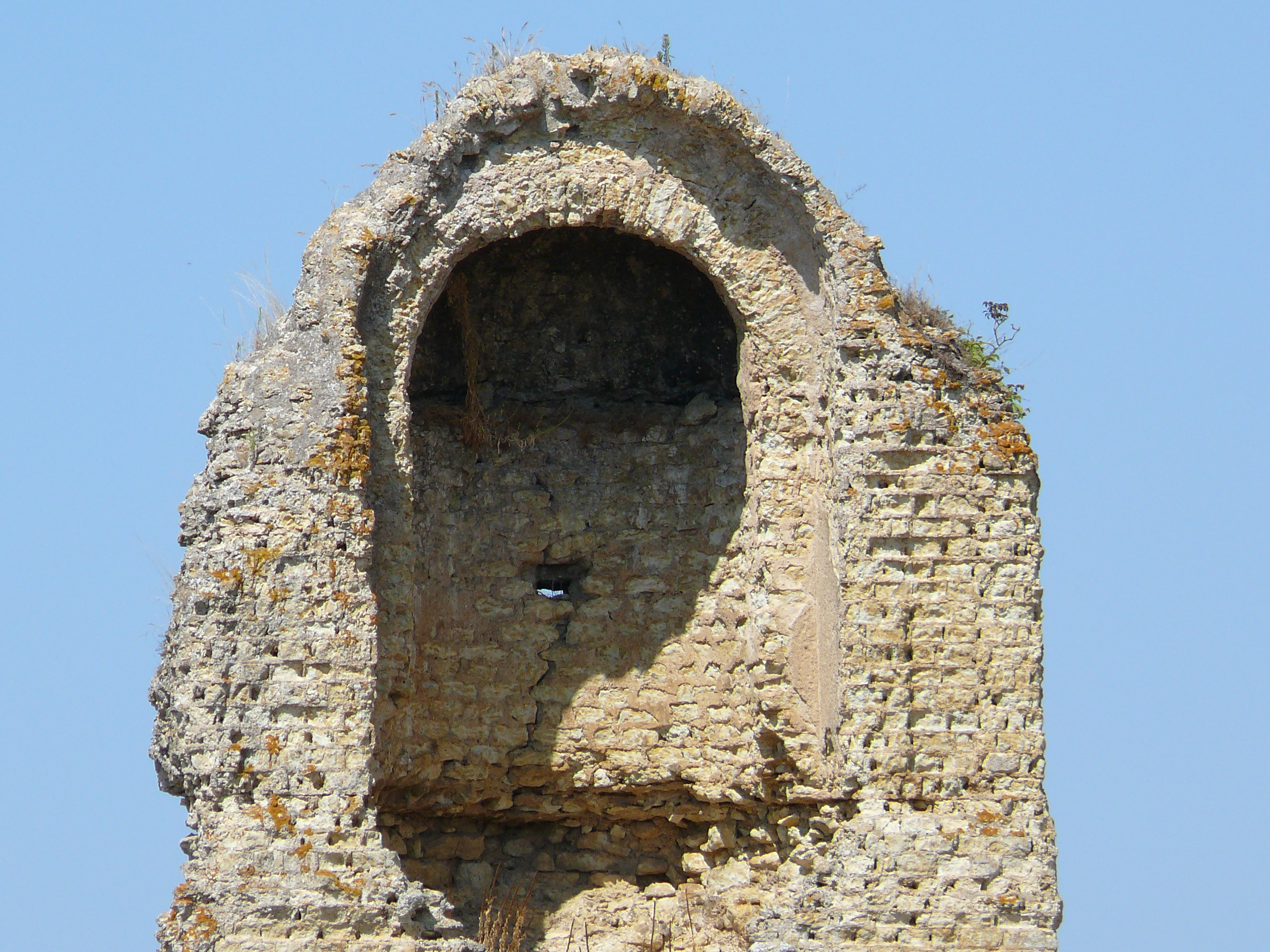
La niche de la pile.

Le massif de fondations, sur base rectangulaire, mesure 5,02 × 3,72 m. Il supporte un soubassement haut de 1,96 m de haut pour une section de 5,02 × 3,72 m. Vient ensuite le podium de 4,50 × 3,20 × 4,75 m. Le dernier étage, conservé sur une hauteur de 4,32 m, mesure 4,36 × 3,12 m. La niche supérieure, haute de 3,52 m, avec une arcade en plein cintre, est voûtée en cul-de-four et s’ouvre vers le sud ; elle est soulignée d’un bandeau en légère saillie et sa face interne garde les traces d'un enduit rouge,.
La pile est constituée d'un noyau en blocage recouvert d'un petit appareil, presque intégralement conservé, en moellons extrêmement réguliers. Des pilastres décorent les angles du podium et de l'édicule supérieur.
La pile est associée à un enclos funéraire mais elle n'empiète pas sur ce dernier : le mur de façade de la pile est aligné sur le mur du fond de l'enclos, dont les dimensions n'ont pas été reconnues.
Une épée (non datée) et une clé romaine ont été découvertes près de la pile détruite, laquelle n'a fait l'objet d'aucune description précise.

## Fonction
Il s’agit d’un monument funéraire dédié à la mémoire d'un personnage local, propriétaire ou notable. Cette hypothèse est confortée par la présence, au pied de la pile, d'un enclos renfermant des sépultures et des objets de culte mais qui n'a pas fait l'objet de fouilles.